# Stefano Sandrone

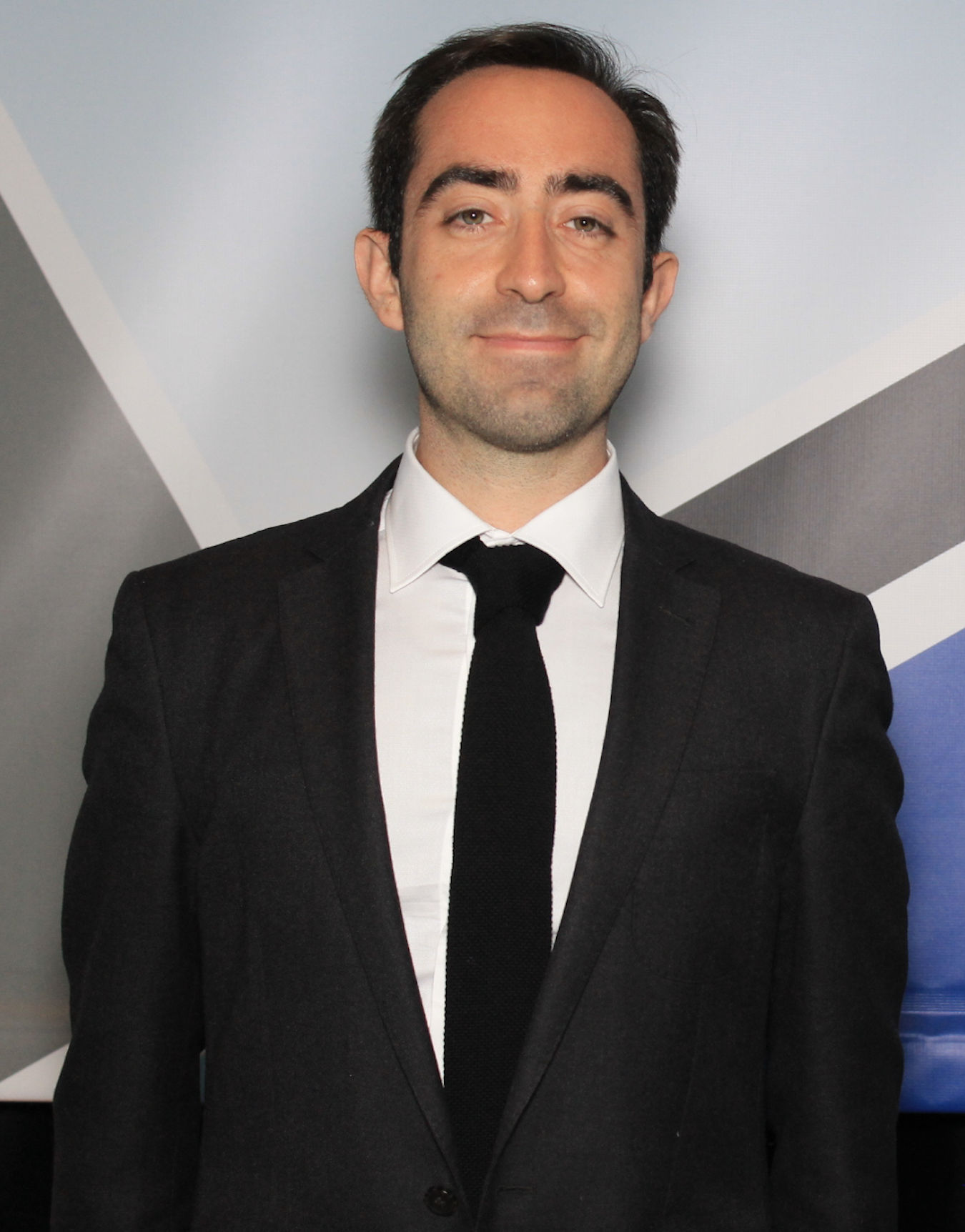
Stefano Sandrone, 2019

Stefano Sandrone (* 1. Februar 1988 in Canelli, Italien) ist ein italienischer Neurowissenschaftler mit besonderem Interesse an der Geschichte der Neurologie und der Neurowissenschaften.

## Leben und Werk
Stefano Sandrone studierte und forschte in Mailand, Zürich und London. Er schloss sein Studium der Neurowissenschaften am King’s College London mit einer Promotion (Ph.D) ab und begann dort als Lehrbeauftragter (Teaching Fellow).
Während seiner Tätigkeit in Mailand entdeckte Sandrone ein Manuskript von Angelo Mosso wieder. Er hatte darin erste Experimente beschrieben, die als Vorläufer des functionalen Neuroimaging gelten. Die Entdeckung wurde in mehreren Magazinen und Zeitungen vorgestellt.

## Auszeichnungen
Im Jahr 2014 wurde er gemeinsam mit sechs weiteren jungen Wissenschaftlern des King’s College zur 64. Tagung der Nobelpreisträger in Lindau eingeladen.
Als Co-Autor des Buches „Brain Renaissance“ erhielt er 2015 den alle zwei Jahre verliehenen Preis für ein herausragendes Buch in der Geschichte der Neurowissenschaften. von der Internationalen Gesellschaft für die Geschichte der Neurowissenschaften.
Im Jahr 2016 wurde Sandrone mit dem H. Richard Tyler Award der American Academy of Neurology ausgezeichnet. und im folgenden Jahr wurde er zum stellvertretenden Vorsitzenden der Abteilung für Geschichte der Neurologie innerhalb der gleichen Akademie gewählt. So wurde er der jüngste stellvertretende Vorsitzende der American Academy of Neurology.

## Publikationen (Auswahl)
- als Coautor: Brain Renaissance: From Vesalius to Modern Neuroscience. Oxford University Press 2015.[11]
- Stefano Sandrone, Marco Bacigaluppi, Marco R. Galloni, Stefano F. Cappa, Andrea Moro, Marco Catani, Massimo Filippi, Martin M. Monti, Daniela Perani, Gianvito Martino: Weighing brain activity with the balance: Angelo Mosso’s original manuscripts come to light. In: Brain. 137. Jahrgang, Nr. 2, 1. Februar 2014, S. 621–633, doi:10.1093/brain/awt091 (oup.com).